# Гейвин, Джеймс Моурис
Джеймс Моурис Гейвин (англ. James Maurice "Jumpin' Jim" Gavin; 22 марта 1907, Бруклин, штат Нью-Йорк — 23 февраля 1990, Балтимор, штат Мэриленд) — американский военачальник, генерал-лейтенант армии США, один из основных теоретиков и практиков применения воздушно-десантных войск США, командир 82-й воздушно-десантной дивизии во время Второй Мировой войны. Получил прозвища «прыгающий Джим» и «прыгающий генерал» за то, что в ходе войны совершил 4 боевых парашютных прыжка.

## Происхождение
Джеймс Моурис Гейвин родился в семье эмигрантов из Ирландии в Бруклине, Нью-Йорк, 22 марта 1907 года. В 1909 году был усыновлён семьёй Мартина и Мэри Гейвин, работниками угольной шахты с Маунт-Кармела, штат Пенсильвания.

## Военная служба
1 апреля 1924 года после побега из дома приёмных родителей Гейвин, скрыв свой возраст, завербовался в армию США, попав служить в Панаму, в береговую артиллерию Форт-Шерман, где проходил службу как номер расчёта 155-мм пушки береговой обороны. В 1925 году поступил в Вест-Пойнт, который успешно закончил в июне 1929 года, получив первичное офицерское воинское звание — второй лейтенант. После окончания колледжа начал прохождение службы в пехотной школе армии США в Форт-Беннинг, штат Джорджия, которой руководил полковник Джордж Маршалл, будущий начальник штаба Армии США, государственный секретарь и министр обороны США.
В 1936—1938 годах Гейвин проходил службу на Филиппинах. По возвращении на территорию Штатов он получил звание капитана и был назначен командиром роты в 7-м пехотном полку в Ванкувер-Барракс, недалеко от Вашингтона, откуда вскоре был направлен для дальнейшего прохождения службы на должность инструктора в Вест-Пойнт, где заслужил славу хорошего учителя, не только среди коллектива преподавателей и командования колледжа, но и студентов. Там Гейвин увлёкся идеей применения воздушно-десантных войск. Особый интерес вызвал в нём опыт воздушно-десантной операции, проведённой немцами при захвате форта Эбен-Эмаэль в Бельгии в мае 1940 года. При первом же упоминании о наборе добровольцев для прохождения службы в новом роде войск — воздушно-десантных войсках Гейвин немедленно подаёт рапорт о переводе, и в апреле 1941 года он включается в состав кандидатов.

## Вторая мировая война
С июля Гейвин проходил программу подготовки десантных войск в школе воздушно-десантных войск в Форт-Беннинг, которую успешно закончил, и с августа 1941 года стал командиром парашютно-десантной роты вновь созданного 505-го парашютно-десантного батальона. В этот период Гейвин усиленно занимается изучением опыта применения воздушных десантов армиями СССР и Германии и собственными исследованиями, завершив это разработкой первой установки по тактике действий ВДВ США, которое называлось «Тактика и техника применения ВДВ» (англ. FM 31-30: «Tactics and Technique of Air-Borne troops»).
В августе 1942 года он был назначен командиром 505-го парашютно-десантного полка и вскоре получил звание полковника. Командуя полком, Гейвин постоянно проводил время на полевых занятиях, выполняя прыжки с парашютом, совершая многокилометровые марши со своими подразделениями, проводя сложные тактические задачи и тренировки, которые, как правило, сам же и разрабатывал. В феврале 1943 года 82-я воздушно-десантная дивизия была предназначена для проведения первой боевой воздушно-десантной операции во время вторжения на остров Сицилия. В течение 1943 года Гейвин дважды участвовал в боевых операциях в тылу противника: Сицилийской и Салернской воздушно-десантных операциях.
6 июня Гейвин десантировался во Франции во время проведения операции «Нептун» (воздушно-десантная операция, часть операции «Оверлорд»).
В сентябре 1944 года в ходе проведения операции «Маркет-Гарден» Гейвин впервые вёл родную 82-ю дивизию в бой как её командир.
Бригадный генерал Джеймс Гейвин десантировался во главе своей дивизии 17 сентября в районе реки Маас. Дивизия имела задачу: захватить максимальное количество мостов через реку Маас и канал Вааль в районе Неймегена, а также сходу захватить господствующие Гросбекские высоты. В ходе десантирования генерал получил серьёзную травму спины (как показало медицинское обследование через 5 лет, он повредил при прыжке 2 позвоночных диска), но продолжал выполнение боевой задачи до самого конца операции. После проведения операции дивизия оставалась в этом районе ведения боевых действий до 13 ноября.

## После войны
После окончания Второй мировой войны генерал-майор Гейвин был назначен руководителем центра исследований и развития Армии. На этой должности он продолжил исследования новых форм и способов применения воздушно-десантных войск особенно в свете появления на поле боя вертолётов; исследовал возможности десантирования в тыл противника бронированных машин. Его работы легли в основу применения войск в ходе войны во Вьетнаме.
В 1958 году Гейвин ушёл в отставку в звании генерал-лейтенанта.
В период с 1961 по 1962 год служил послом США во Франции по просьбе президента США Кеннеди.